# Синтез Штрекера
Си́нтез Штре́кера, реа́кція Штре́кера — метод отримання амінокислот з альдегідів при дії аміаку і синильної кислоти. 

## Загальний опис
Даний синтез, запропонований німецьким хіміком Адольфом Штрекером у 1850 році, є окремим випадком реакції Манніха.
Реакція полягає у приєднанні аміаку та синильної кислоти до атома C карбонільної групи альдегіду із утворенням альфа-амінонітрилу, що внаслідок кислотного гідролізу дає амінокислоту:
Отримувана амінокислота є сумішшю енантіомерів. Побічними продуктами реакцій є імінодинітрили NH(CHR-CN)2, тринітрили і карбонові кислоти. Сумарний вихід за цим методом становить близько 75 %.
Синтез Штрекера застосовується для промислового добування метіоніну, лізину, глутамінової кислоти.

## Модифікації
На практиці замість небезпечної і легколеткої синильної кислоти використовують водну суміш хлориду амонію та ціаніду лужного металу (ціаніду натрію або калію), що при нагріванні утворює в реакційній суміші необхідні реактанти:
{\displaystyle \mathrm {NaCN+NH_{4}Cl\longrightarrow NH_{4}CN+NaCl} }
{\displaystyle \mathrm {NH_{4}CN\longrightarrow NH_{3}+HCN} }
Дана модифікація була запропонована М. Зелінським та Г. Стадниковим у 1906 році і реалізована у реакції Зелінського — Стадникова.
Як альтернативу кислотному гідролізу Г. Бухерер запропонував обробляти амінонітрил комбінацією ціаніду натрію та карбонату амонію (або сечовини), в результаті чого утворюється легковідділюваний гідантоїн, з якого лужним гідролізом отримують кислоту (реакція Бухерера — Бергса).
Оскільки реакціє не є стереоспецифічною, можливе застосування хіральних солей амонію для отримання певної форми амінокислоти.